# Иванов Двор
Иванов Двор — деревня в Фировском районе Тверской области. Входит в состав Великооктябрьского сельского поселения.
Находится в 17 километрах к югу от районного центра посёлка Фирово.
Население по переписи 2010 года — 15 человек.
Через деревню проходит межрайонная дорога «Великооктябрьский — Трестино — Жданово».

## История
Входила в состав Иванодворской волости Осташковского уезда.
В 1859 году в деревне 35 дворов, 128 жителей.